# Epictia striatula
Espèce
Synonymes
- Leptotyphlops striatulus Smith & Laufe, 1945

Epictia striatula est une espèce de serpents de la famille des Leptotyphlopidae.

## Répartition
Cette espèce se rencontre dans la province de Salta en Argentine et en Bolivie.

## Description
L'holotype de Epictia striatula mesure 241 mm dont 19 mm pour la queue et dont le diamètre à la moitié du corps mesure 5,8 mm.

## Publication originale
- Smith & Laufe, 1945 : A new South American Leptotyphlops. Proceedings of the Biological Society of Washington, vol. 58, p. 29-32 (texte intégral).